# Алексеев, Александр Иванович (дипломат)
Алекса́ндр Ива́нович Алексе́ев (настоящая фамилия — Ши́тов; 14 августа 1913, Костромская губерния — 19 июня 2001, Москва) — советский дипломат, Чрезвычайный и полномочный посол, сотрудник службы внешней разведки, полковник. Во время пребывания на Кубе в должности посла СССР был одним из непосредственных участников событий Карибского кризиса.

## Биография

### Даты
- В 1935—1939 годах — студент исторического факультета Московского университета.
- В 1938—1939 годах — переводчик группы советских военных специалистов в Испании.
- В 1941—1943 годах — сотрудник посольства СССР в Иране.
- В 1943—1944 годах — атташе представительства СССР при Французском комитете национального освобождения в Алжире.
- В 1944—1947 годах — атташе по вопросам культуры посольства СССР во Франции, уполномоченный ВОКС.
- В 1947—1951 годах — сотрудник посольства СССР во Франции, представитель Совинформбюро, редактор журнала «Études soviétiques».
- В 1951—1954 годах — редактор Совинформбюро.
- В 1954—1958 годах — первый секретарь посольства СССР в Аргентине, уполномоченный ВОКС.
- В 1958—1959 годах — сотрудник Государственного комитета СМ СССР по культурным связям с зарубежными странами.
- В 1959—1960 годах — заведующий отделом стран Латинской Америки Государственного комитета СМ СССР по культурным связям с зарубежными странами.
- В 1960—1962 годах — советник по вопросам культуры посольства СССР на Кубе.
- С 12 июня 1962 по 15 января 1968 года — чрезвычайный и полномочный посол СССР на Кубе.
- В 1968—1974 годах — на ответственной работе в центральном аппарате МИД СССР, заместитель председателя правления АПН.
- С 20 марта 1974 по 7 июня 1980 года — чрезвычайный и полномочный посол СССР в Демократической Республике Мадагаскар.

С 1980 года — в отставке, редактор-консультант АПН.

### Детство
Александр Шитов родился в 1913 году в крестьянской семье. Кроме него, у его родителей, Ивана Алексеевича и Татьяны Парфёновны (урождённой Дарьюшкиной), было пятеро сыновей и одна дочь, не считая трёх детей, умерших во младенчестве. Шитовы жили в селе Мискове Костромского уезда, затопленном в 1950-х годах при расширении Горьковского водохранилища. С 12 лет Александр работал помощником портного.
После смерти отца в 1929 году Александр перебрался в Москву вслед за старшим братом Николаем, переведённым туда по службе.

### Учёба
После окончания рабфака в 1935 году Александр Шитов поступил на исторический факультет Московского университета. Будучи студентом, опубликовал статью о Чаадаеве, вызвавшую положительные отзывы.
В 1938 году Шитов отправился в Испанию в качестве переводчика советских военных специалистов, участвовавших в гражданской войне. В 1939 году он вернулся в СССР. В том же году он был взят с пятого курса исторического факультета на учёбу и службу в органы НКВД.

### Служба
В конце 1941 года Александр Иванович Шитов вместе с женой Татьяной Васильевной (урождённой Сошниковой) был направлен в Иран. Путь пришлось проделывать на поезде, и когда Шитовы ещё находились в пути, в районе Ашхабада у них родился сын Алексей.
В Тегеране Александр Иванович под руководством И. И. Агаянца участвовал в обеспечении работы Тегеранской конференции. В конце 1943 года Шитов был направлен в Алжир в качестве атташе представительства СССР при Французском комитете национального освобождения.
С 1944 по 1951 год Шитов (под псевдонимом Алексеев) работал в Париже, в посольстве СССР. Также он был представителем Всесоюзного общества культурной связи с заграницей (ВОКС) и Совинформбюро, редактировал журнал «Études soviétiques». Там же, в Париже, в 1945 году у него родилась дочь Надежда.
В 1951 году Шитовы вернулись в Москву. До 1954 года Александр Иванович работал главным редактором Совинформбюро.
В 1954—1958 годах он был первым секретарём посольства СССР в Аргентине и уполномоченным ВОКС. Контактировал с будущим президентом Аргентины Фрондиси.
В 1958—1960 годах Александр Иванович работал в Москве, в Комитете по культурным связям с зарубежными странами. В 1959 году он был отправлен на Кубу в качестве корреспондента ТАСС для того, чтобы оценить характер революции, произошедшей там в январе того года.
В мае 1960 года, когда были установлены дипломатические отношения между СССР и Республикой Куба, Алексеев был назначен советником по вопросам культуры посольства СССР на Кубе. За время его пребывания на острове у него установились дружеские отношения с Фиделем и Раулем Кастро, Эрнесто Че Геварой, Освальдо Дортикосом. С советским послом С. М. Кудрявцевым, напротив, у руководства Кубы отношения не складывались. 
В мае 1962 года Алексеев был вызван в Москву к Хрущёву, получив назначение чрезвычайным и полномочным послом СССР на Кубе. Через пару дней на совещании в Кремле Хрущёв спросил Александра Ивановича, как, по его мнению, отреагирует Фидель Кастро, если предложить ему разместить на Кубе советские ракеты средней дальности (против США). «С трудом преодолев замешательство, я всё же высказал сомнение в том, что Фидель с таким предложением согласится, поскольку кубинские руководители строят свою стратегию на боеготовности всего народа и на солидарности мирового общественного мнения, народов Латинской Америки с кубинской революцией», — вспоминал А.И. Алексеев. 
28 мая советская делегация во главе с Ш. Р. Рашидовым, в составе которой был и новый посол, вылетела в Гавану для переговоров с Фиделем и Раулем Кастро, Эрнесто Че Геварой, которые согласились с размещением ракет на Кубе. Так начались поставки советского вооружения, включая ядерное, которые привели к Карибскому кризису в октябре 1962 года.
Алексеев оставался послом на Кубе до 1968 года. После этого он работал в Москве, занимая должность заместителя председателя правления Агентства печати «Новости». Во второй половине 1968 года он выезжал в Чехословакию, когда странами Варшавского договора туда были введены войска.
В 1974—1980 годах Алексеев был послом СССР на Мадагаскаре. В тот период он от лица советского правительства подписал соглашение между СССР и Сейшельскими Островами об установлении дипломатических отношений.

### После отставки
В 1980 году Алексеев вышел в отставку, оставаясь на должности редактора-консультанта АПН.
Александр Иванович Алексеев скончался 19 июня 2001 г. Похоронен на Долгопрудненском кладбище под Москвой.

## Членство в организациях и должности
- С 1929 г. член ВЛКСМ.
- С 1932 г. кандидат в члены ВКП (б).
- С января 1938 г. член ВКП (б).
- В 1966 г. избирался делегатом XXIII съезда КПСС.
- Член Союза журналистов СССР.
- Заместитель председателя Советско-Кубинского общества дружбы.
- Член правления общества дружбы «СССР—Мадагаскар».
- Заместитель председателя Ассоциации помощи чилийским патриотам (до 1974 г.).
- Председатель комиссии по пропаганде Советского фонда мира (до 1974 г.).

### Публикации А. И. Алексеева
- Шитов А. Чаадаев и крепостное право // Сборник работ научных студенческих кружков. Вып. 3: История и экономическая география. — М.: Моск. гос. ун-т, 1938. — С. 3—19.

- Алексеев А. И. Куба, 1959 год // Пять лет кубинской революции : книга. — М.: АН СССР, 1963. — С. 280—293.

- Алексеев А. И. Победа Кубинской революции и советско-кубинские отношения // Советско-кубинские отношения – coциалистический интернационал в действии : тезисы докладов и выступлений на научной конференции. — М.: ИЛА АН СССР, 1985.

- Алексеев А. Карибский кризис. Как это было // Эхо планеты : журнал. — 1988. — № 33. — С. 26—37.
  - То же (с небольшими исправлениями): Алексеев А. И. Карибский кризис. Как это было // Открывая новые страницы… Международные вопросы: события и люди : книга  / Сост. Н. В. Попов. — М.: Политиздат, 1989. — С. 157—172.
  - То же (с сокращениями): Алексеев А. И. Карибский кризис. Как это было // Никита Сергеевич Хрущев. Материалы к биографии : книга  / Сост. Ю. Аксютин. — М.: Политиздат, 1989. — С. 67—81.

- Алексеев А. И. История не переписывается // У края ядерной бездны : Из истории Карибского кризиса 1962 г. Факты. Свидетельства. Оценки… : книга  / Под общ. ред. А. И. Грибкова. — М.: Грэгори-Пэйдж, 1998. — С. 188—194.
  - То же (с некоторыми сокращениями и исправлениями): Алексеев А. И. Записки посла // Операция «Анадырь» : Факты. Воспоминания. Документы : книга  / Под общ. ред. В. И. Есина. — ЦИПК РВСН, 1997. — С. 84—90.
    - То же: Алексеев А. И. Записки посла // Стратегическая операция «Анадырь» : Как это было : книга  / Под общ. ред. В. И. Есина. — М.: МООВВИК, 1999. — С. 71—76.

### О нём
- Энциклопедия секретных служб России / Автор-составитель А.И.Колпакиди. — М.: АСТ, Астрель, Транзиткнига, 2004. — С. 425. — 800 с. — ISBN 5-17018975-3.
- Дипломатический словарь : В 3-х томах / Под ред. А. А. Громыко, А. Г. Ковалёва, П. П. Севостьянова, С. Л. Тихвинского. — М.: Наука, 1985—1986. — Т. 1. — С. 23—24.